# هوراس وليامز فاولر
هوراس وليامز فاولر (بالإنجليزية: Horace Williams Fuller)‏ هو محرر أمريكي، ولد في 15 يونيو 1844 في أوغوستا في الولايات المتحدة، وتوفي في 26 أكتوبر 1901 في بروكلين في الولايات المتحدة بسبب السكتة.